# Dällikon
Dällikon (Tälike en alémanique) est une commune suisse du canton de Zurich. Elle est attestée pour la première fois en l'an 870 sous la forme Tellinghovon.

Photo aérienne prise à 300 m par Walter Mittelholzer (1923).